# Banovina della Drava
La banovina della Drava (in serbo-croato Dravska banovina) era una delle banovine in cui era suddiviso il Regno di Jugoslavia.
Venne istituita nel 1929 e si estendeva sui territori appartenuti fino al 1918 all'Austria, più il territorio dell'Oltremura, già ungherese; pertanto il territorio della banovina corrispondeva esattamente all'area abitata dagli sloveni, differenziandosi in ciò dalle altre banovine, i cui confini si discostavano fortemente dalle delimitazioni etniche.
La banovina venne abolita nel 1941, e il suo territorio spartito fra il Regno d'Italia (provincia di Lubiana), il Reich tedesco (Bassa Stiria) e il Regno d'Ungheria (Oltremura).
Al termine della seconda guerra mondiale il territorio divenne parte della Repubblica Popolare di Slovenia, parte della Repubblica Federativa Popolare di Jugoslavia.

## Elenco dei Ban del Banovina della Drava
La seguente è la lista delle persone che detenevano il titolo di Ban (governatore) della Banovina della Drava
| Bani della Banovina della Drava | Bani della Banovina della Drava | Bani della Banovina della Drava | Bani della Banovina della Drava | Bani della Banovina della Drava | Bani della Banovina della Drava | Bani della Banovina della Drava | Bani della Banovina della Drava | Bani della Banovina della Drava |
| Nominativo                      | Nominativo                      | Partito                         | Partito                         | Partito                         | Partito                         | Mandato                         | Mandato                         | Note                            |
| Nominativo                      | Nominativo                      | Partito                         | Partito                         | Partito                         | Partito                         | Inizio                          | Fine                            | Note                            |
| ------------------------------- | ------------------------------- | ------------------------------- | ------------------------------- | ------------------------------- | ------------------------------- | ------------------------------- | ------------------------------- | ------------------------------- |
|                                 | Dušan Sernec                    |                                 | Partito Popolare Sloveno        | Partito Popolare Sloveno        | Partito Popolare Sloveno        | 9 ottobre 1929                  | 4 dicembre 1930                 |                                 |
|                                 | Drago Marušič                   |                                 | Partito Nazionale Jugoslavo     | Partito Nazionale Jugoslavo     | Partito Nazionale Jugoslavo     | 4 dicembre 1930                 | 8 febbraio 1935                 |                                 |
|                                 | Dinko Puc                       |                                 | Partito Democratico Jugoslavo   | Partito Democratico Jugoslavo   | Partito Democratico Jugoslavo   | 8 febbraio 1935                 | 10 settembre 1935               |                                 |
|                                 | Marko Natlačen                  |                                 | Partito Popolare Sloveno        | Partito Popolare Sloveno        | Partito Popolare Sloveno        | 10 settembre 1935               | 16 aprile 1941                  |                                 |